# Justicia notha
Justicia notha är en akantusväxtart som beskrevs av C. B. Cl.. Justicia notha ingår i släktet Justicia och familjen akantusväxter. Inga underarter finns listade i Catalogue of Life.